# Resolución 724 del Consejo de Seguridad de las Naciones Unidas
La resolución 724 del Consejo de Seguridad de las Naciones Unidas, adoptada por unanimidad el 15 de diciembre de 1991, después de reafirmar las resoluciones 713 (1991) y 721 (1991) y observando un reporte por el Secretario General Javier Pérez de Cuéllar sobre la situación en la República Federativa Socialista de Yugoslavia, el Consejo acordó llevar a cabo propuestas para una operación de mantenimiento de paz en Yugoslavia planeada y decidió establecer un comité del Consejo de Seguridad para considerar asuntos relacionados con el embargo de armas en el país.
Actuando bajo el Capítulo VII de la Carta de las Naciones Unidas, el Consejo le pidió a todos los Estados miembros a reportar sobre las medidas que han tomado para implementar un embargo general y completo sobre todas las armas y el equipamiento militar de Yugoslavia. También decidió establecer un comité del Consejo de Seguridad para examinar las medidas que los Estados miembros han tomado, incluyendo violaciones del embargo y maneras de reforzarlo, pidiéndoles a todos los Estados miembros a cooperar con el comité. Los poderes del comité serían extendidos a otras áreas en resoluciones subsecuentes sobre la situación.
La resolución alentó al Secretario General a proseguir los esfuerzos humanitarios en Yugoslavia, en conjunto con Estados miembros y organizaciones internacionales para dirigirse a las necesidades de la población civil.